# Mariä Himmelfahrt (Rieden)

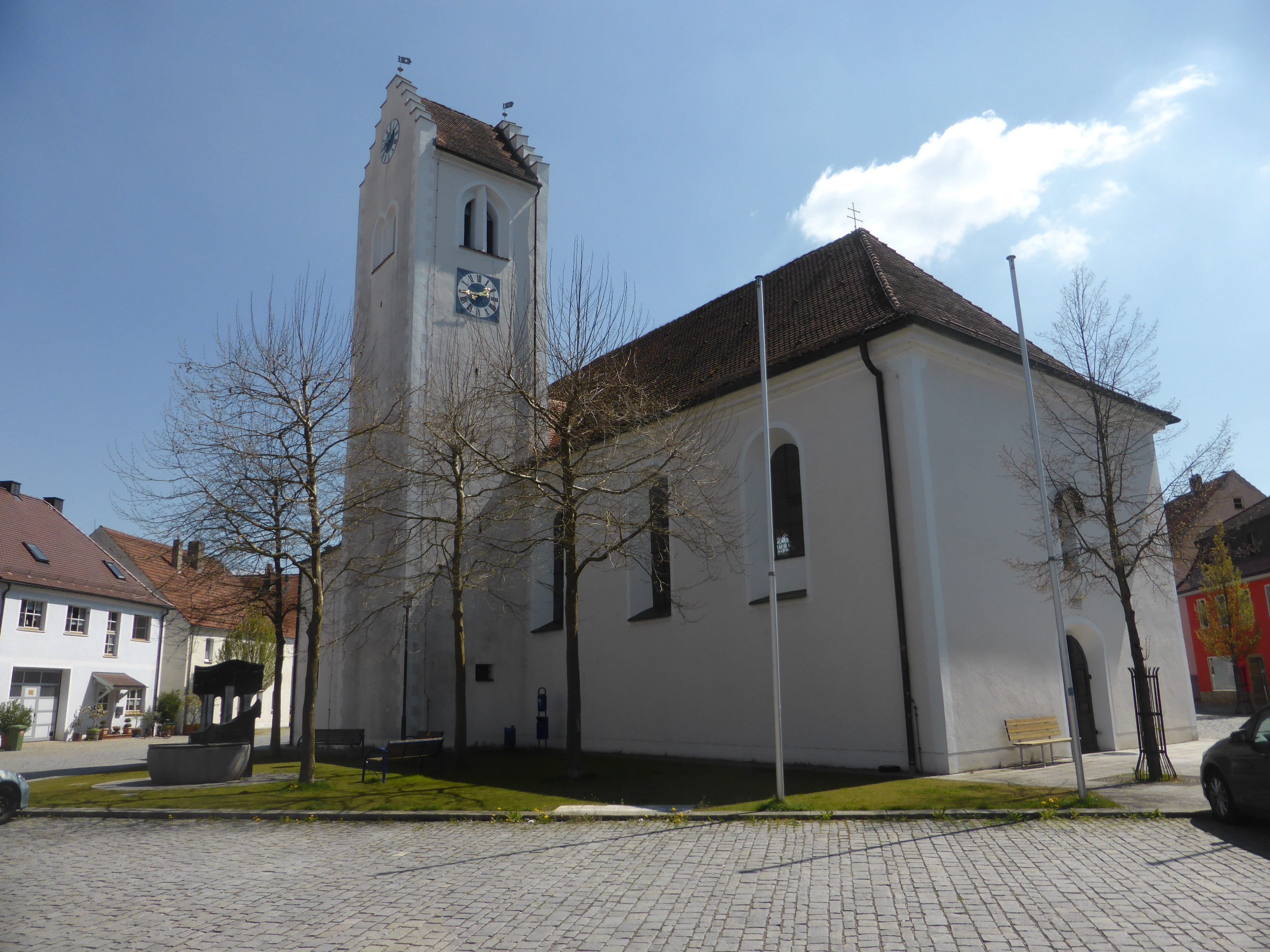
Mariä Himmelfahrt (Rieden)

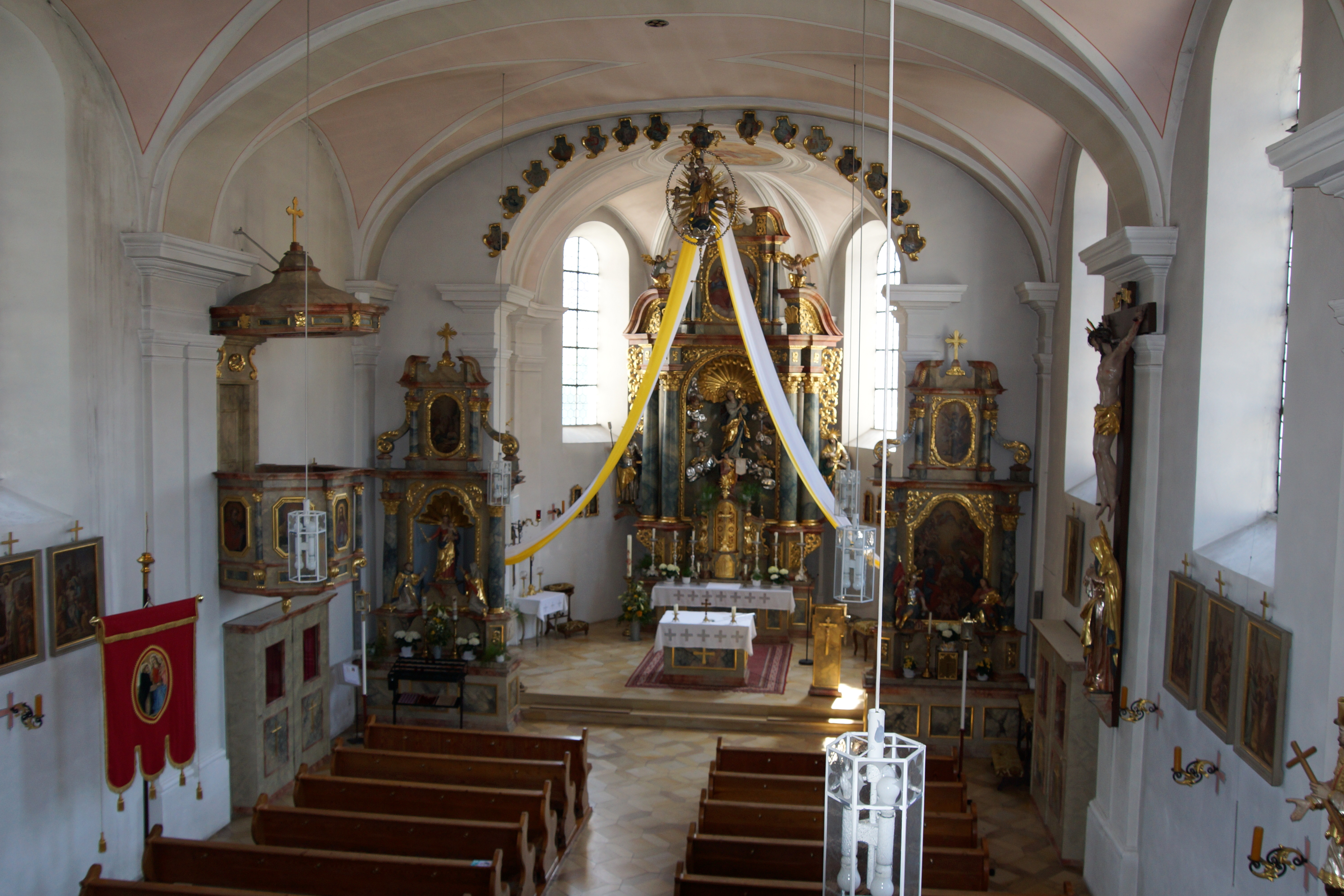
Innenansicht

Die römisch-katholische, denkmalgeschützte Pfarrkirche Mariä Himmelfahrt steht in Rieden, einem Markt im Landkreis Amberg-Sulzbach in der Oberpfalz. Die Kirche gehört zum Bistum Regensburg. Das Bauwerk ist unter der Denkmalnummer D-3-71-146-4 als Baudenkmal in die Bayerische Denkmalliste eingetragen.

## Beschreibung
Der Grundstein der Saalkirche wurde am 8. Juni 1716 gelegt. Der um 1600 erbaute Kirchturm wurde beibehalten. Er befindet sich nordöstlich des Langhauses vor dem eingezogenen, dreiseitig geschlossenen Chor. Die Kirche wurde 1880–91 erweitert. Das Langhaus ist mit einem Walmdach bedeckt, der Kirchturm quer mit einem Satteldach zwischen Staffelgiebeln.
Der Innenraum des Langhauses ist mit einem Stichkappengewölbe überspannt. Zur Kirchenausstattung gehört ein Hochaltar, der beidseitig von je zwei Säulen flankiert wird, neben denen die Statuen des heiligen Joachim und der heiligen Anna stehen. Die Orgel wurde 2010 von Mathis Orgelbau in den Prospekt der 1776 von Johann Konrad Funtsch errichteten Orgel eingebaut.